# Song of Kali
Song of Kali (A canção de Kali, em português) é um romance escrito por Dan Simmons e publicado pela primeira vez em 1985.

## Sinopse
Em 1977, o estadunidense Robert Luczak, poeta, escritor e colaborador das revistas Harper's Magazine e Other voices, é enviado à Calcutá, na Índia com sua esposa indiana, Amrita, e a filha de ambos, para tentar localizar M. Das, um poeta que se supunha estar morto. O choque cultural é quase que inevitável, e Luczak descobre que precisará de toda sua força de vontade para não enlouquecer e desistir da busca a que se propôs.